# Samsung Galaxy A16
Samsung Galaxy A16 та Samsung Galaxy A16 5G — бюджетні смартфони на базі Android від компанії Samsung Electronics, що входять до серії Galaxy A. 5G-модель офіційно була представлена 7 жовтня 2024 року, а 4G-модель — 18 жовтня того ж року.
Також 27 лютого та 11 березня 2025 року відповідно були представлені Samsung Galaxy M16 5G та Samsung Galaxy F16 5G, що порівняно із Samsung Galaxy A16 5G в основному відрізняються дизайном.

## Дизайн
Передня панель виконаний зі скла, а задня панель та рамка — з пластику. Galaxy A16 та Galaxy A16 5G мають подібний до попередників дизайн з трьома круглими, вертикально розташованими об'єктивами камер і пласкою рамкою з острівцем для кнопок (англ. Key Island). Натомість Galaxy F16 5G та Galaxy M16 5G мають овальний, вертикальний острівець камери, подібний до Samsung Galaxy A36 5G та Samsung Galaxy A56 5G, та звичайну пласку рамку. Пристрої також мають захист від бризок та пилу по стандарту IP54.
Знизу знаходяться мікрофон, роз'єм USB-C та динамік, зверху — другий мікрофон, зліва — лоток із, залежно від версії Galaxy A16 та Galaxy A16 5G, слотоами під 1 SIM-картку і карту пам'яті або слотом під одну SIM-картку та гібридним слотом під 2 SIM-картку або карту пам'яті, коли в Galaxy F16 5G та Galaxy M16 5G тільки другий варіант, а справа — гойдалка регулювання гучності та кнопка блокування, в яку вбудований сканер відбитків пальців. На відміну від попередників, в смартфонах відсутній 3,5 мм аудіороз'єм.
Смартфони продаються в наступних кольорах:
| Galaxy A16 | Galaxy A16     | Galaxy A16 5G | Galaxy A16 5G  | Galaxy F16 5G | Galaxy F16 5G | Galaxy M16 5G | Galaxy M16 5G |
| Колір      | Назва          | Колір         | Назва          | Колір         | Назва         | Колір         | Назва         |
| ---------- | -------------- | ------------- | -------------- | ------------- | ------------- | ------------- | ------------- |
|            | Чорний         |               | Синьо-чорний   |               | Bling Black   |               | Thunder Black |
|            | Світло-зелений |               | Світло-зелений |               | Glam Green    |               | Mint Green    |
|            | Сірий          |               | Сірий          |               | Vibing Blue   |               | Blush Pink    |
|            |                |               | Золотий        |               |               |               |               |

## Технічні характеристики

### Апаратне забезпечення

#### Платформа
Samsung Galaxy A16, як і попередник, отримав систему на кристалі MediaTek Helio G99. Натомість Samsung Galaxy A16 5G в залежності від регіону отримав MediaTek Dimensity 6300, що фактично є більш розігнаною версією MediaTek Dimensity 6100+, який встановлено в попередника, або Samsung Exynos 1330, що був встановлений в одній із версій Samsung Galaxy A14 5G. Samsung Galaxy F16 5G та Galaxy M16 5G у всіх варіантах мають MediaTek Dimensity 6300.

#### Акумулятор
Смартфони отримали незнімну акумуляторну батарею об'ємом 5000 мА·год та підтримку швидкої зарядки потужністю 25 Вт.

#### Камера
Смартфони отримали основну потрійну камеру, що складається із ширококутного об'єктива Samsung ISOCELL S5KJN1 на 50 Мп з діафрагмою f/1.8 і фазовим автофокусом, надширококутного об'єктива SmartSense SC501CS на 5 Мп з діафрагмою f/2.2 та марооб'єктива GalaxyCore GC02M1 на 2 Мп з діафрагмою f/2.4. Також моделі отримали ширококутну фронтальну камеру GalaxyCore GC013A на 13 Мп з діафрагмою f/2.0. Основна та фронтальна камери вміють записувати відео в роздільній здатності 1080p@30fps.

#### Екран
Пристрої отримали 6,7-дюймовий екран Infinity-U (з краплеподібний вирізом) типу Super AMOLED з роздільною здатністю Full HD+ (2340 × 1080), щільністю пікселів 385 ppi, співвідношенням сторін 19,5:9 і частотою оновлення дисплея 90 Гц.

#### Пам'ять
Samsung Galaxy A16 продається в конфігураціях 4/128, 6/128, 8/128, 4/256, 6/256 та 8/256 ГБ, Galaxy A16 5G та Galaxy M16 5G — 4/128, 6/128, 8/128 та 8/256 ГБ, а Galaxy F16 5G — 4/128, 6/128 та 8/128 ГБ. В Україні Galaxy A16 офіційно продається в конфігураціях 4/128 та 8/256 ГБ. Об'єм сховища можна розширити картою пам'яті формату microSD до 1,5 ТБ.

### Програмне забезпечення
Смартфони були випущені з One UI 6.1, що працює на базі Android 14 і пізніше були оновлені до One UI 7.0 на базі Android 15. По заявам Samsung всі 4 смартфони отримають 6 оновлень версії операційної системи та оновлення системи безпеки протягом 6 років. 